# Kōji Seki
Kōji Seki (jap. 関 浩二 Seki Kōji; ur. 26 czerwca 1972) – japoński piłkarz występujący na pozycji napastnika.

## Kariera klubowa
Od 1990 do 1999 roku występował w klubach Verdy Kawasaki, Tokyo Gas, Bellmare Hiratsuka i Consadole Sapporo.